# Stillman Drake
Stillman Drake (né le 24 décembre 1910 – mort le 6 octobre 1993) est un historien des sciences canadien. Il est surtout connu pour ses travaux concernant Galilée (1564–1642), sur lequel il a publié environ 131 ouvrages.

## Biographie
Stillman Drake obtient un baccalauréat universitaire de l'université de Californie à Berkeley en 1932. Avec plusieurs collègues étudiants, il crée le jeu de table Empire en 1938, qui inspirera la création du jeu vidéo Empire Classic (en) par Peter Langston,.
Après une carrière comme consultant en finances, Drake devient professeur à l'université de Toronto en 1967. À cette époque, il commence ses travaux sur Galilée en traduisant ses travaux, dont le Dialogue sur les deux grands systèmes du monde (1953), qui sera compilé dans Discoveries and Opinions of Galileo (1957). Drake traduit également L'Essayeur dans The Controversy of Comets (1960), qu'il a co-écrit avec C. D. O'Malley.
La contribution la plus significative de Drake à l'histoire des sciences est probablement sa défense des expérimentations de Galilée, documentée dans Two New Sciences. Drake a ainsi notamment réfuté les affirmations d'Alexandre Koyré concernant l'importance accordée par le savant à son expérience de la tour de Pise (en).
En 1984, Drake obtient le prix Galileo Galilei italien pour l'histoire des sciences remis par Rotary International. En 1988, on lui remet la médaille George Sarton.

## Œuvres
- (1949) Book of Anglo-Saxon Verse.
- (1953) Dialogue Concerning the Two Chief World Systems. Berkeley: University of California Press.
- (1957) Discoveries and Opinions of Galileo. New York: Doubleday.  (ISBN 0-385-09239-3)
- (1973) "Galileo's Discovery of the Law of Free Fall" Scientific American 228(5): 84-92.
- (1974) Two New Sciences, University of Wisconsin Press, 1974.  (ISBN 0-299-06404-2). A new translation including sections on centers of gravity and the force of percussion.
- (1978) Galileo At Work. Chicago: University of Chicago Press.  (ISBN 0-226-16226-5)
- (1990) Galileo: Pioneer Scientist. Toronto: University of Toronto Press.  (ISBN 0-8020-2725-3).  (ISBN 978-0-8020-2725-2).